# John Comyn (comte d'Angus)
Pour les articles homonymes, voir John Comyn.
John Comyn, comte d'Angus de jure uxoris, (mort en 1242) est un fils de William Comyn, seigneur de Badenoch futur comte de Buchan il devient Comte d'Angus, jure uxoris c'est-à-dire du droit de son épouse Matilda, fille et héritière de Máel Coluim comte d'Angus.

## Biographie
John est un fils cadet de  William Comyn, Seigneur de Badenoch et de sa première épouse Sarah Fitzhugh. John Comyn devient comte d'Angus, de jure uxoris vers 1237 en épousant  Matilde, l'héritière de  Máel Coluim. Il meurt en 1242, en France sans postérité, alors qu'il accompagnait le roi  Henri III d'Angleterre lors de sa campagne dans le Poitou,.